# Thymus cherlerioides
Thymus cherlerioides — вид рослин родини глухокропивові (Lamiaceae), ендемік Туреччини.

## Опис
Карликовий чагарник з повзучими первинними гілками. Квіткові стебла 1–3 см, від запушених до волохатих або, рідко, голі. Листки 4–7 x 0.5–0.7 мм, лінійні, запушені або, рідко, голі; масляні крапки відсутні або розріджені, жовті; краї сильно звивисті. Приквітки 0.8–2 мм завширшки, ± подібні до листя, бічні вени сильно видно. Суцвіття — малі, малоквіткові голови. Чашечка 3.5–4.5 мм. Віночок багровий, трохи перевищує чашечку.

## Поширення
Ендемік Туреччини.
Населяє відкриті кам'янисті й гравійні ґрунти.